# Victor Ciorbea
Victor Ciorbea (Ponor, Alba, Romania, 26 d'octubre de 1954) és un polític, jurista i advocat romanès, va ser des de 1996 fins a 1998 Primer ministre de Romania, i Alcalde de Bucarest el 1996. Actualment és membre del Partit Nacional Democristià Agrari. Actualment es troba retirat de la política activa.

## Infància i estudis
Victor Ciorbea va néixer a Ponor, Alba, Romania el 26 d'octubre de 1954, tot i que més tard marxà a viure a Cluj-Napoca, i més tard a Bucarest.
Es graduà en dret a la Facultat de dret de la Universitat Babeş-Bolyai de Cluj-Napoca, el 1979. Més tard marxà a treballar a tribunal municipal de Bucarest, on finalment tornà a estudiar per doctorar-se en dret, tot i que finalment s'especialitzà en gestió i administració d'empreses.

## Vida política
El 1981 ingressà al Partit Comunista Romanès, tot i que no entrà en l'administració del partit.
Després de la Revolució Romanesa de 1989, Ciorbea s'afilià al Partit Nacional Democristià Agrari (PNŢ-CD).
Va ocupar diversos alts càrrecs sindicals, com a President de la Federació de Sindicats Lliures d'Educació (1990-1996) i Líder de la Confederació Nacional dels Sindicats Lliures de Romania "Fraternitat" (1990-1993).
En les eleccions locals de 1996 fou candidat a l'alcaldia de Bucarest per la CDR, i guanyà les eleccions, i fou elegit Alcalde de Bucarest, càrrec que mantingué des de 10 de juny de 1996, fins al 12 de desembre del mateix any.

## Primer Ministre (1996-1998)
La CDR el nomenà candidat a les eleccions legislatives romaneses de 1996, i guanyà les eleccions, obtenint 122 diputats. Fou nomenat Primer Ministre amb el suport de la CDR, el PD i la UDMR, el 12 de desembre de 1996.
El seu mandat va estar caracteritzat per les exhaustives reformes en l'economia de mercat i en pressupost públic (1997); això provocà l'enfonsament de l'economia, i la crisi, cosa que li provocaren, la seva dimissió, el 30 de març de 1998, deixà a Gavril Dejeu com a Primer Ministre interí.

## Vida post governamental
Després de la seva fi al capdavant del govern, entrà amb un conflicte amb el President del PNŢ-CD, Ion Diaconescu. Fundà l'Aliança Nacional Democristiana de Romania, que participà en les eleccions legislatives del 2000, però a causa de la gran derrota, poc després Diaconescu dimití, i s'integrà un altre cop al PNŢ-CD.
Fou President del PNŢ-CD (2000-2004), deixà el càrrec per tornar a repetir sense escons en les eleccions legislatives de 2004. Nomenà a Gheorghe Ciuhandu com a nou líder del PNŢ-CD. Des de llavors està retirat de la política activa.